# گلوکاگون
گلوکاگون (به انگلیسی: Glucagon) هورمونی است که هنگام افت غلظت گلوکز در خون از سلول‌های آلفای جزایر لانگرهانس لوزالمعده (پانکراس) ترشح می‌شود. عملکرد گلوکاگون برعکس انسولین موجب افزایش قند خون می‌شود.
گلوکاگون یک پلی‌پپتید بزرگ می‌باشد. وزن مولکولی آن ۳۴۸۵ و طول رشته آن ۲۹ اسید آمینه می‌باشد.
این هورمون هم مانند انسولین به صورت پیش‌ساز ساخته شده و پس از تغییر و تحولاتی به هورمون بالغ تبدیل می‌شود. ترشح آن به وسیلهٔ هیپوگلیسمی (کاهش قند خون)، بعضی از اسیدهای آمینه، کاتکولامین‌ها تحریک شده و به وسیلهٔ هایپرگلیسمی (افزایش قند خون)، اسیدهای چرب، اجسام کتونی، سکرتین و سوماتواستاتین مهار می‌شود.

## اثرات گلوکاگون بر سوخت‌وساز گلوگز
اثرات عمده گلوکاگون بر متابولیسم گلوکز عبارت است از: تجزیه گلیکوژن کبد و افزایش گلوکونئوژنز در کبد. گلوکاگون باعث گلیکوژنولیز و افزایش غلظت گلوکز خون می‌شود.

## سایر اثرات گلوکاگون
بیشتر اثرات گلوکاگون تنها زمانی ایجاد می‌شود که غلظت آن به اندازه کافی از غلظت طبیعی آن بیشتر باشد. مهم‌ترین اثر این هورمون تحریک لیپاز سلول‌های چربی می‌باشد که به این وسیله مقدار اسیدهای چرب در دسترس سیستم‌های انرژی بدن را افزایش می‌دهد.
غلظت بسیار بالای این هورمون افزایش ضربان قلب، افزایش جریان خون بافت‌ها، افزایش ترشح صفرا، مهار ترشح اسید معده می‌باشد.

## تنظیم ترشح
افزایش گلوگز خون ترشح آن را مهار می‌کند. کاهش گلوگز خون باعث افزایش هورمون گلوکاگون می‌شود. افزایش اسیدهای آمینه به ویژه آلانین و آرژنین ترشح این هورمون را تحریک می‌کند. ورزش ترشح گلوکاگون را تحریک می‌کند.

## کاربرد دارویی
درمان هیپوگلیسمی در بیماران دیابتی به دنبال تزریق زیاد از حد انسولین، تشخیص انسولینوما، رفع اثرات کاردیوتوکسیک بتابلوکرها (در اوردوز)

## نحوه مصرف آمپول گلوکاگون
در موارد هیپوگلیسمی شدید در بالغین و کودکان بالای 20 کیلوگرم یک میلی گرم آمپول گلوکاگون به صورت زیر جلدی یا وریدی تزریق میشود. تزریق دارو 15 دقیقه بعد مجددا تکرار میشود. در صورت ایجاد پاسخ درمانی از مکمل های گلوکز با رعایت احتیاط و چک مرتب قند خون تجویز میشود.